# 圣克里斯蒂
圣克里斯蒂（法語：Sainte-Christie，法語發音：[sɛ̃t kʁisti]）是法国热尔省的一个市镇，属于欧什区。

## 地理
圣克里斯蒂（43°45'18"N, 0°37'59"E）面积9.91 平方千米，位于法国奧克西塔尼大區热尔省，该省份为法国西南部内陆省份，北起顺时针与洛特-加龙省、塔恩-加龙省、上加龙省、上比利牛斯省、大西洋比利牛斯省和朗德省接壤。
与圣克里斯蒂接壤的市镇（或旧市镇、城区）包括：欧卢斯特河畔加瓦雷、米尔普瓦、热尔河畔蒙泰斯特吕克、普雷尼昂、皮塞居尔、罗克福尔、罗克洛尔。

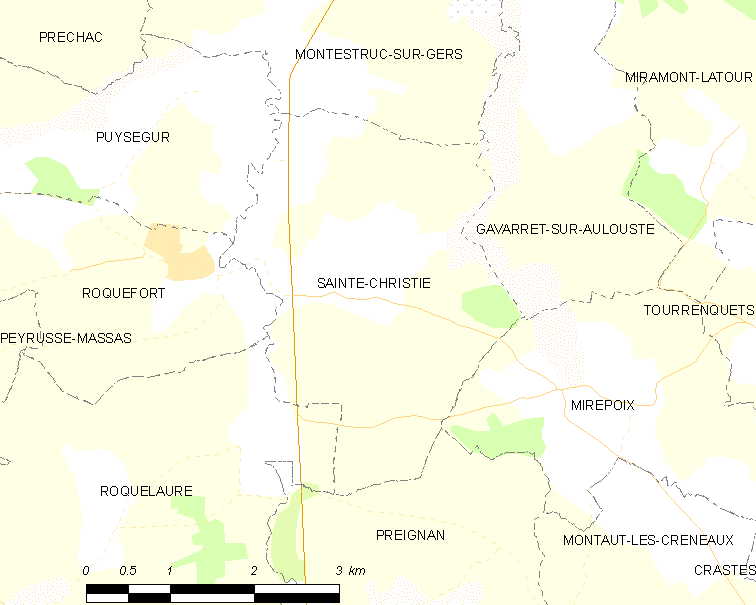
圣克里斯蒂的OSM定位图

圣克里斯蒂的时区为UTC+01:00、UTC+02:00（夏令时）。

## 行政
圣克里斯蒂的邮政编码为32390，INSEE市镇编码为32368。

## 政治
圣克里斯蒂所属的省级选区为欧什加斯科涅县。

## 人口

1962-2008年间圣克里斯蒂人口变化图示

圣克里斯蒂于2022年1月1日时的人口数量为542人。